# Nicola Bux
Nicola Bux – profesor liturgiki i sakramentologii w Instytucie Teologii Ekumeniczno-Patrystycznej w Bari, duchowny katolicki.
Jest konsultantem Kongregacji Nauki Wiary i Kongregacji do spraw Świętych oraz Urzędu Papieskich Celebracji Liturgicznych, doradca magazynu Communio, autorem licznych publikacji (m.in Il Signore dei Misteri. Eucaristia e relativismo, Cantagalli, 2005) i artykułów (m.in. A soixante ans de l'encyclique Mediator Dei de Pie XII, débattre sereinement sur la liturgie, Osservatore Romano, 18 listopada 2007).